# FC Blythswood
Der Football Club Blythswood war ein schottischer Fußballverein aus Glasgow, der von 1873 bis 1879 bestand.

## Geschichte
Der FC Blythswood wurde im Jahr 1873 gegründet. Zwischen 1873 und 1879 nahm der Verein fünfmal am schottischen Pokal teil. Größter Erfolg war dabei in der Spielzeit 1873/74 das Erreichen des Halbfinales. Der Verein wurde 1879 aufgelöst. Seine Heimspiele trug der Verein im Westburn Park im Stadtteil Kelvinside aus. Die Vereinsfarben waren Rot und Schwarz.